# بينوا بيترز
بينوا بيترز (بالفرنسية: Benoît Peeters) (و. 1956  م) هو كاتب سيناريو، وكاتب، وناقد أدبي فرنسي، ولد في باريس.

## جوائز
حصل على جوائز منها:
- نيشان الفنون والآداب من رتبة ضابط.

## وصلات خارجية
- بينوا بيترز على موقع IMDb (الإنجليزية)
- بينوا بيترز على موقع ألو سيني (الفرنسية)
- بينوا بيترز على موقع قاعدة بيانات الفيلم (الإنجليزية)
- بينوا بيترز على موقع كينوبويسك (الروسية)
- بينوا بيترز في قاعدة بيانات الأفلام على الإنترنت